# Tipula (Eumicrotipula) tyranna
Tipula (Eumicrotipula) tyranna is een tweevleugelige uit de familie langpootmuggen (Tipulidae). De soort komt voor in het Neotropisch gebied.